# Euoplos dignitas
Espèce
Euoplos dignitas est une espèce d'araignées mygalomorphes de la famille des Idiopidae.

## Distribution
Cette espèce est endémique du Queensland en Australie. Elle se rencontre de Monto à Eidsvold.

## Description
Le mâle holotype mesure 26,36 mm et la femelle paratype 42,89 mm.

## Systématique et taxinomie
Cette espèce a été décrite par Rix et Wilson en 2023.

## Publication originale
- Rix, Wilson & Oliver, 2023 : « A new species of endangered giant trapdoor spider (Mygalomorphae: Idiopidae: Euoplos) from the Brigalow Belt of inland Queensland, Australia. » Journal of Arachnology, vol. 51, no 1, p. 27-36.